# Sphaerozetes winchesteri
Sphaerozetes winchesteri är en kvalsterart som beskrevs av Valerie M. Behan-Pelletier 2000. Sphaerozetes winchesteri ingår i släktet Sphaerozetes och familjen Ceratozetidae. Inga underarter finns listade i Catalogue of Life.